# Louise-Adélaïde de Bourbon-Conti (1696-1750)
Ne doit pas être confondu avec Louise-Adélaïde de Bourbon-Condé.
 (juillet 2024).
Si vous disposez d'ouvrages ou d'articles de référence ou si vous connaissez des sites web de qualité traitant du thème abordé ici, merci de compléter l'article en donnant les références utiles à sa vérifiabilité et en les liant à la section « Notes et références ».
Signature
Louise-Adélaïde de Bourbon-Conti, dite Mademoiselle de La Roche-sur-Yon, est née à l'hôtel de Conti le 2 novembre 1696 et est morte à Paris le 20 novembre 1750. Cinquième enfant née de l'union de François-Louis de Bourbon-Conti et de Marie-Thérèse de Bourbon-Condé, elle est ainsi princesse du sang. Elle demeurera célibataire mais elle engendrera plusieurs enfants illégitimes.

## Biographie

### Enfance
Louise-Adélaïde de Bourbon-Conti est née à l'hôtel de Conti le 2 novembre 1696. Elle est alors la fille de François-Louis de Bourbon-Conti et de Marie-Thérèse de Bourbon-Condé, et la plus jeune de leurs filles à dépasser l'enfance. Elle sera surnommée dès la naissance « Mademoiselle de La Roche-sur-Yon ». Sa sœur aînée était Marie-Anne de Bourbon-Conti, future princesse de Condé, et son frère aîné était Louis-Armand de Bourbon-Conti, futur prince de Conti. L'année juste après sa naissance, son père le prince fut nommé roi titulaire de Pologne par le roi Louis XIV.
Le prince refusa finalement cette offre, en raison de son amour pour la duchesse de Bourbon, fille du roi et devenue sa maîtresse depuis peu. Le 16 janvier 1707, Louise-Adélaïde est baptisée en la chapelle royale de Versailles. Elle est nommée en l'honneur du Grand-Dauphin ainsi que Marie-Adélaïde de Savoie, duchesse de Bourgogne. En 1709, son père décède âgée de 44 ans.

### Mariage
Louise-Adélaïde ne fut jamais mariée, bien qu'elle fût envisagée pour un mariage avec l'ancien roi de Pologne, Stanislas Leszczynski, en 1748. Ce dernier est le père de Marie Leszczynska.

### Fortune
Lorsque sa sœur aînée la princesse de Condé meurt en 1720, Louise-Adélaïde récupère tous les biens de cette dernière, au grand dam du prince de Condé. Disposant de très importants revenus, la princesse possédait une belle bibliothèque. Elle a acheté en 1731 la propriété de Vauréal, dont elle fait reconstruire le château et réaménager les jardins. Elle y reçoit le roi Louis XV en 1737. Sa mère meurt en 1732, après s'être finalement réconciliée avec ses enfants (la famille de Conti était  séparée à cause du comportement du prince de Conti, d'un tempérament peu affectueux).

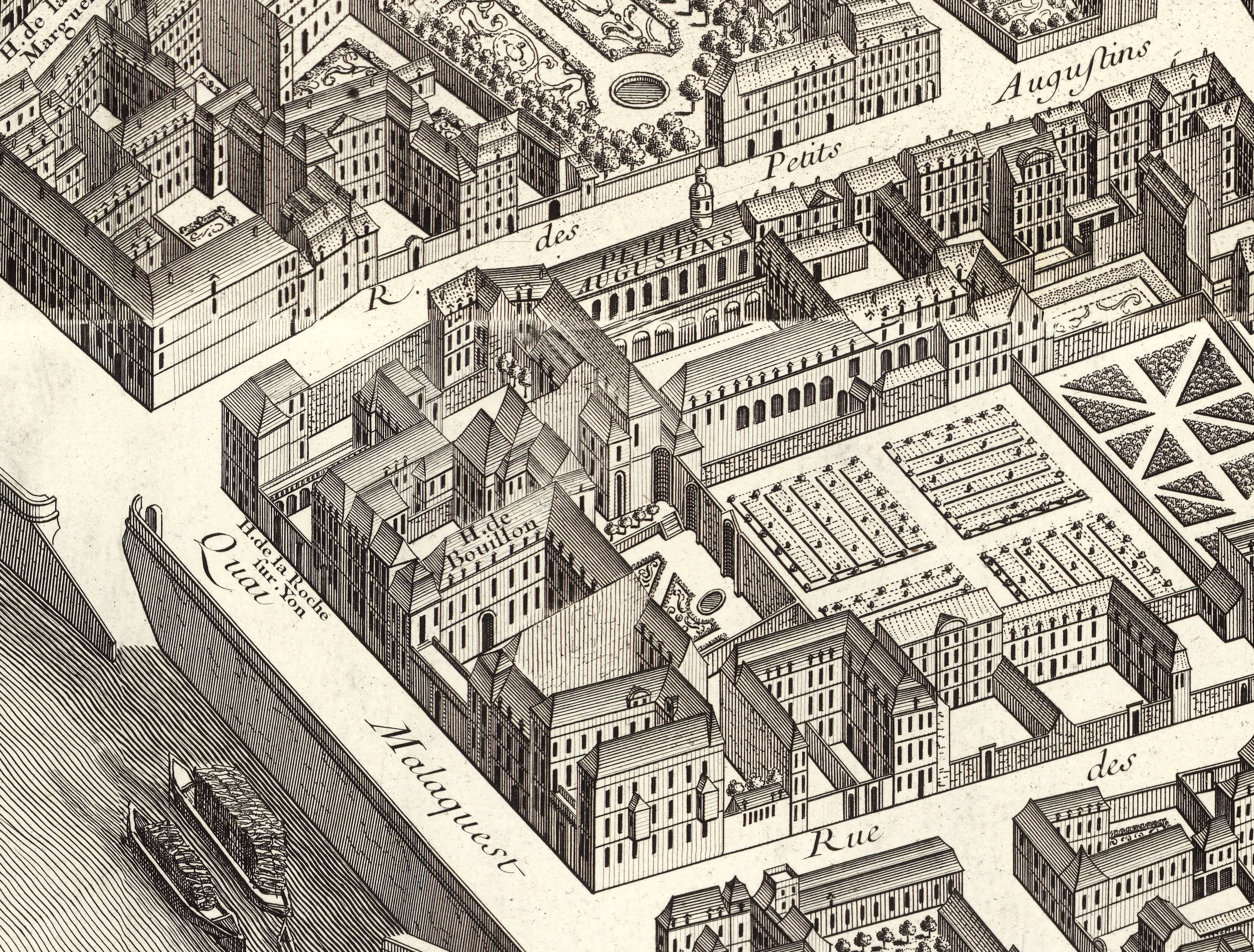
L'hôtel de la Roche-sur-Yon par Louis Bretez et Claude Lucas, 1739.

C'est en cette même époque qu'elle achète à la veuve du duc de Lauzun l'hôtel de Lauzun, situé quai Malaquais. Après l'achat, il sera connu sous le nom d'hôtel de La Roche-sur-Yon puis il figure sous ce nom sur le plan de Turgot de Paris de 1739. L'hôtel sera détruit au XIXe siècle.

### Décès
Louise-Adélaïde décède à l'âge de cinquante-quatre ans, à Paris. Elle sera inhumée auprès de son père, qui était enterré dans l'église Saint-André-des-Arts. Lors de son décès, le marquis d'Argenson notera dans ses Mémoires que : « Mademoiselle de la Roche-sur-Yon est morte, dans la nuit dernière, de la petite vérole. C’étoit une bonne princesse, qui laisse beaucoup de bâtards ».

## Titulature
- 2 novembre 1696 - 20 novembre 1750 : « Son Altesse Sérénissime Mademoiselle de La Roche-sur-Yon, princesse du sang de France »